# James Chappell (Eishockeyspieler)
James William „Jimmy“ Chappell (* 3. März 1915 in Huddersfield, Vereinigtes Königreich; † 3. April 1976 in Pinellas County, Florida, USA) war ein britischer Eishockeyspieler, der unter anderem 1936 mit seinem Land Olympiasieger wurde.

## Karriere
James Chappel wanderte im Alter von 10 Jahren mit seiner Familie ins kanadische Ontario aus, wo er erstmals Eishockey spielte. Nachdem der Angreifer von 1931 bis 1934 dort für die Oshawa Collegiates und die Whitley Intermediates aktiv gewesen war, kehrte er 1935 in seine britische Heimat zurück, wo er die folgenden drei Spielzeiten für die Earl’s Court Rangers in der English National League auf dem Eis stand. Anschließend spielte er zwei Saisons lang für die schottischen Mannschaften Fife Flyers und Dunfermline Vikings. Mit dem Ausbruch des Zweiten Weltkrieges trat Chappel in die britische Armee ein, in der er bis zum Kriegsende 1945 diente. Anschließend setzte er seine Karriere als Eishockeyspieler fort und spielte von 1946 bis zu seinem Karriereende 1949 für die Brighton Tigers in der ENL, deren Meisterschaft er mit seiner Mannschaft 1947 und 1948 gewann. Im Anschluss an seine Laufbahn kehrte er mit seiner Familie nach Kanada zurück.
Aufgrund seiner Verdienste um das britische Eishockey wurde Chappell 1993 in die British Ice Hockey Hall of Fame aufgenommen.

### International
Für Großbritannien nahm Chappell an den Weltmeisterschaften 1937 und 1938 sowie den Olympischen Winterspielen 1936 in Garmisch-Partenkirchen und 1948 in St. Moritz teil.

## Erfolge und Auszeichnungen
- 1947 Meister der English National League mit den Brighton Tigers
- 1948 Meister der English National League mit den Brighton Tigers

### International
- 1936 Goldmedaille bei den Olympischen Winterspielen
- 1937 Silbermedaille bei der Weltmeisterschaft
- 1938 Silbermedaille bei der Weltmeisterschaft